# Умершие в декабре 2008 года
Это список известных людей, соответствующих установленным критериям значимости (см. Википедия:Критерии значимости персоналий), умерших в декабре 2008 года.
Причина смерти указывается лишь в исключительных случаях (убийство, самоубийство, гибель в результате военных действий, смертная казнь, ДТП или несчастные случаи). В остальных случаях — не указывается.

## 1 декабря
- Лабоа, Микель (74) — баскский певец и автор песен[1].

## 2 декабря
- Евгений Гвоздёв (74) — российский путешественник и мореплаватель.
- Жуков, Геннадий Викторович (53) — российский поэт, бард[2].
- Крупник, Семён Самойлович (80) — украинский советский актёр.
- Латышев, Пётр Михайлович (60) — полномочный представитель Президента РФ в Уральском федеральном округе[3].
- Анатолий Мошковский (83) — советский детский писатель, прозаик, поэт.
- Холмс, Одетта (77) — американская фолк-певица и борец за права человека; болезнь сердца[4].

## 3 декабря
- Григорий Филиппов (86) — Герой Советского Союза.

## 4 декабря
- Кутафин, Олег Емельянович (72) — известный российский юрист, один из разработчиков Конституции РФ, президент МГЮА[5].

## 5 декабря
- Алексий II (в миру — Алексе́й Миха́йлович Ри́дигер) (79) — Патриарх Московский и всея Руси[6].
- Брехт, Джордж (82) — американский художник, участник Флуксуса[7].
- Геруни, Парис Мисакович (74) — советский армянский учёный, доктор технических наук.
- Думитреску, Константин Тику (80) — румынский политический деятель; рак[8]
- Маркова, Ольга Борисовна (44) — казахстанская писательница, литературовед, критик, основатель и президент общественного фонда развития культуры и гуманитарных наук «Мусагет».
- Паргель, Анка (51) — румынская джазовая певица, известная по исполнению песни Brasil, вместе с Fly project и Tom Boxer[9].
- Фох, Нина (84) — американская актриса[10].

## 7 декабря
- Фридман, Юрий Александрович (75) — советский и российский режиссёр-мультипликатор, автор пьес для кукольных театров; прободная язва желудка[11].

## 8 декабря
- Азар, Вильям Ильич (77) — кандидат экономических наук, первый вице-президент Международной туристской академии[12].
- Проски, Роберт (77) — американский актёр. Умер от осложнений после операции на сердце[13].
- Макканн, Керрин (41) — австралийская атлетка.
- Чёрный, Иван Иванович (83) — советский и украинский художник, живописец.

## 9 декабря
- Алисов, Евгений Алексеевич (79) — капитан-директор большого морозильного рыболовного траулера «Жуковский».
- Глазков, Юрий Николаевич (69) — советский космонавт[14].
- Еркович, Дражан (72) — хорватский футболист и тренер[15].

## 10 декабря
- Григорьев, Александр Андреевич (59) — руководитель Российского агентства по государственным резервам[16].
- Губайдуллин, Мансур Садыкович (88) — экономист, почетный академик АН РБ.
- Петкявичюс, Витаутас Казевич (78) — литовский писатель, политический и общественный деятель[17].

## 11 декабря
- Алатас, Али (76) — индонезийский политик, министр иностранных дел Индонезии (1988—1999)[18].
- Пейдж, Бетти (85) — американская фотомодель[19].

## 12 декабря
- Гайдузек, Даниел Карлтон (85) — американский педиатр и вирусолог, лауреат Нобелевской премии по физиологии и медицине[20].
- Гяда, Сигитас (65) — литовский поэт[21].
- Даллес, Эвери Роберт (90) — Его Высокопреосвященство кардинал[20].
- Джонсон, Ван (92) — американский актёр («Поле битвы», 1949; «Восстание Кейна», 1954; «Бригадун», 1954)[22].
- Пападопулос, Тассос (74) — кипрский политический деятель. Президент Кипра с 28 февраля 2003 по 28 февраля 2008[23].
- Пашаев, Максим (20) — украинский футболист, автокатастрофа[24].

## 13 декабря
- Хорст Тапперт (85) — немецкий актёр[20].

## 14 декабря
- Иван Баранов (90) — Полный кавалер ордена Славы.
- Шура-Бура, Михаил Романович (90) — советский и российский ученый.

## 15 декабря
- Берлинский, Валентин Александрович (83) — музыкант[20].
- Вестли, Анне-Катарина (88) — норвежская детская писательница и актриса[25].

## 16 декабря
- Никола Караклаич (82) — сербский, ранее югославский, шахматист.
- Сергеев, Виктор Иванович (1921—2008) — директор НТЦ «Центробежные технологии» ЦКБ машиностроения, доктор технических наук, заслуженный изобретатель РСФСР; лауреат Ленинской премии, Герой Социалистического Труда[26][27].

## 17 декабря
- Варламова, Нина Константиновна — глава города Кандалакша Мурманской области, убийство[28].
- Федорчук, Игорь Александрович (88) — Герой Советского Союза.

## 18 декабря
- Баррет, Меджел (76) — американская актриса («Звёздный путь»), вдова сценариста Джина Родденберри; лейкемия[29]
- Войшвилло, Евгений Казимирович (95) — советский и российский философ[20].
- Жонке, Робер (83) — французский футболист[30].
- Константин Ракитянский (93) — донецкий скульптор, член Национального союза художников Украины.
- Питер Дадли Симон[англ.] — председатель ЦК Коммунистической партии Австралии с 1971 по 2008 гг.
- Фелт, Марк (95) — агент ФБР (рассекречен в 2005), сыгравший ключевую роль в Уотергейтском скандале[31].

## 19 декабря
- Матяш, Нина Иосифовна (65) — белорусская писательница и переводчица.

## 20 декабря
- Кономбо, Юссуфу Жозеф (91) — политический деятель Буркина-Фасо, Премьер-министр Верхней Вольты (1978—1980)[32]
- Лепешинская, Ольга Васильевна (92) — советская российская балерина, балетный педагог, Народная артистка СССР (1951)[33].
- Маллиган, Роберт (83) — американский кинорежиссёр («Убить пересмешника», 1962); болезнь сердца[34]
- Трубецкой, Игорь Николаевич (96) — русский автогонщик[35]

## 21 декабря
- Роберт Вагнер (93) — австрийский дирижёр.
- Алик Сидоров (67) — российский фотограф[20].
- Вилен Толпежников (80) — латвийский врач-рентгенолог.

## 22 декабря
- Григорьев, Константэн (40) — поэт, основатель Ордена куртуазных маньеристов (сердечный приступ)[36]

## 23 декабря
- Лансана Конте (74) — президент Гвинеи[37].
- Николай Резник (60) — российский военный деятель, генерал-полковник[20].

## 24 декабря
- Гарольд Пинтер (78) — английский драматург, поэт, режиссёр, актёр; лауреат Нобелевской премии по литературе[38].
- Хантингтон, Самюэль Филлипс (81) — американский социолог и политолог[39].

## 25 декабря
- Зарамук Кардангушев (90) — советский кабардинский писатель, учёный-этнограф, артист. Народный артист Кабардино-Балкарской Республики.
- Китт, Эрта (81) — американская певица и актриса; звезда кабаре, прославившаяся своим «мурлыкающим» вокалом[40].
- Сэвидж, Энн (87) — американская актриса («Объезд», 1945); осложнения после инсульта[41]

## 26 декабря
- Кричевский, Михаил Ефимович (111) — украинский супердолгожитель, последний ветеран Первой мировой войны, проживающий на территории бывшего СССР.

## 27 декабря
- Джафар (86) — Король Малайзии (1994—1999), Верховный правитель султаната Негери-Сембелан (с 1967)[42]
- Кордеро, Роке (91) — американский композитор панамского происхождения[43]
- Борис Михайлов (72) — первый директор заповедника «Каменная Могила».
- Пфафф, Альфред (82) — немецкий футболист, обладатель Кубка мира ФИФА 1954 г.[44]
- Холлмер, Ларс (60) — шведский аккордеонист, клавишник и композитор[45] (швед.)
- Чохонелидзе, Гиули (78) — грузинский режиссёр, сценарист и актёр[46]
- Ющенко, Алексей Яковлевич (91) — украинский и советский поэт и писатель, журналист.

## 28 декабря
- Андрейко, Николай Матвеевич (86) — Герой Советского Союза.

## 29 декабря
- Лапидус, Тед (Ted Lapidus, 79) — французский кутюрье[47]
- Неретниеце, Ада (84) — советский и латвийский кинорежиссёр.
- Сарджесон, Алан (78) — австралийский химик-неорганик.
- Хаббард, Фредди (70) — американский джазовый трубач; осложнения после сердечного приступа[48]
- Яканс, Вайронис (81) — советский и латвийский актёр.

## 30 декабря
- Мария Бараташвили (100) — грузинская советская поэтесса и драматург.
- Вадим Медведев (57) — петербургский журналист, ведущий программы «600 секунд».

## 31 декабря
- Казбек Пагиев (59) — российский политик, бывший мэр Владикавказа.[49]
- Уэстлейк, Дональд (75) — американский писатель; сердечный приступ[50].